# 167-я улица (линия Джером-авеню, Ай-ар-ти)
|   |   |   |   |   |
| · | · | · | · | · |

|   |   |   |   |   |
| · | · | · | · | · |

«167-я улица» (англ. 167th Street) — станция Нью-Йоркского метрополитена, расположенная на линии Джером-авеню, Ай-ар-ти.  На станции останавливается маршрут 4 (круглосуточно). Она представлена двумя боковыми платформами, обслуживающими два локальных пути.
Станция была открыта 2 июня 1917 года. Через станцию проходят три пути — два локальных и один экспресс, который сегодня не используется. Севернее станции есть переход с локальных путей на экспресс-путь, и некоторые поезда в часы пик продолжают движение к северу по экспресс-пути, останавливаясь далее на станции Бернсайд-авеню и уходя в депо «Джером». Южнее станции от локальных путей отходили соединительные пути к ныне не существующей линии Девятой авеню, и в период с 1940 по 1958 год станция была конечной точкой для поездов этой линии.

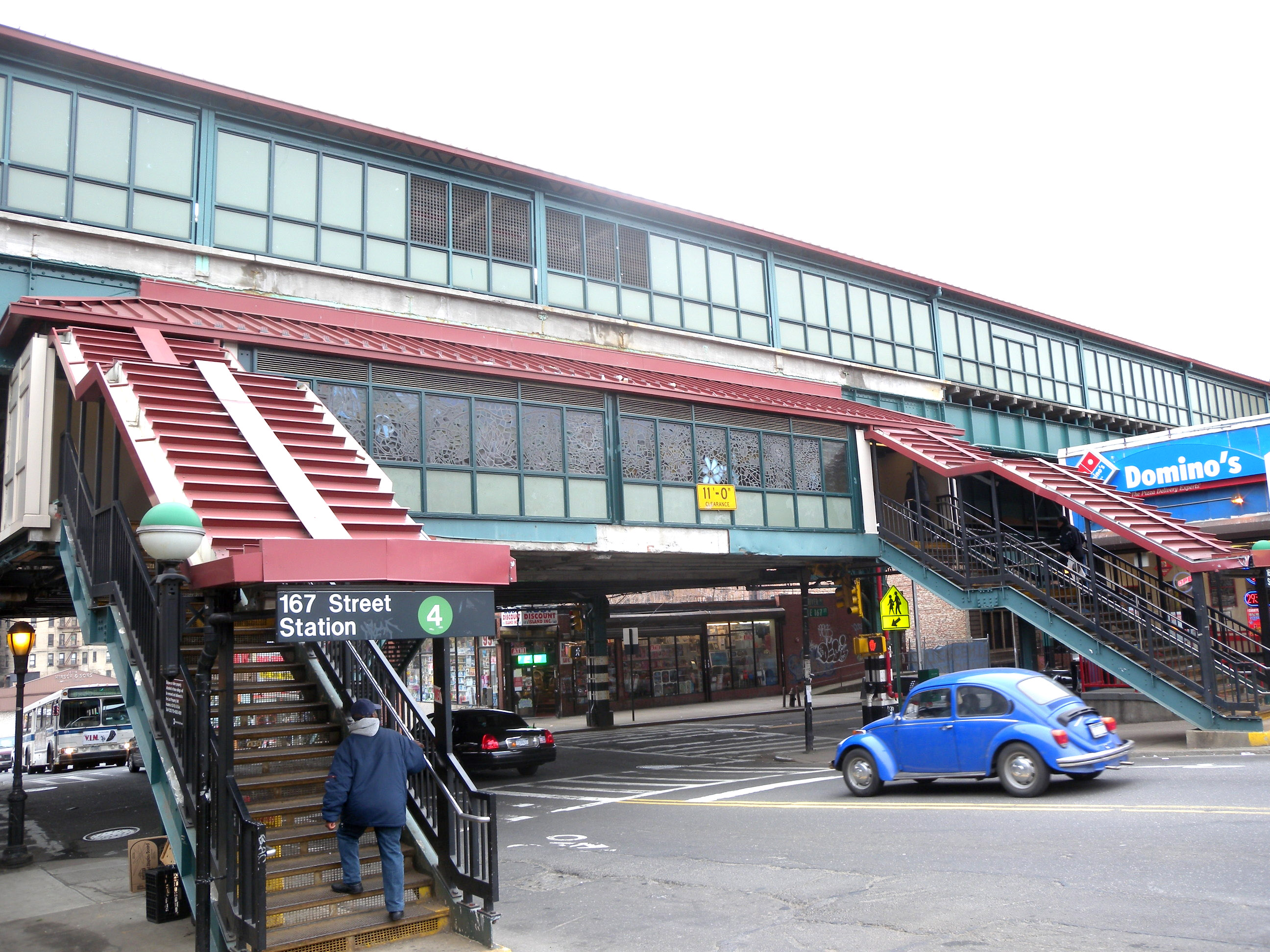
Станция с улицы